# Onthophagus civettae
Onthophagus civettae là một loài bọ cánh cứng trong họ Bọ hung (Scarabaeidae). Loài này được Cambefort miêu tả khoa học lần đầu tiên năm 1984.